# Cegetel
Cegetel (acronyme de Compagnie générale de télécommunication) est une holding et une entreprise française de télécommunications qui disparaît lors de la fusion avec Neuf Telecom pour former Neuf Cegetel.

## Historique
Cegetel est créée en 1996 par CGE comme holding destinée à regrouper ses activités de télécommunications françaises. Le groupe est alors présent dans la téléphonie mobile (maison mère de SFR, créée en 1987), la téléphonie fixe pour les particuliers et les professionnels (Le 7 de Cegetel, lancé en 1998), les télécommunications d'entreprises (Cegetel entreprises), l'accès Internet (HOL-Havas On Line, puis AOL France en 1998), la radiomessagerie (TamTam). Il a aussi déployé le réseau électronique de la carte Vitale (le Réseau santé social)[source secondaire nécessaire], et posséde 50 % du capital de Télécom Développement, le réseau télécom construit avec l'appui de la SNCF le long des voies de chemin de fer, et gère ses propres centres d'appels regroupés au sein d'une société nommée Cegetel Service. 
La holding Cegetel devient , en 2000, Groupe Cegetel, puis prend, en 2003, la dénomination Groupe SFR-Cegetel. À cette date, Cegetel est devenue la marque des activités fixes du groupe.
En moins de huit ans, SFR-Cegetel a multiplié son chiffre d'affaires par 30, grâce à une croissance interne hors-norme[source secondaire nécessaire]. Par son chiffre d'affaires et sa valeur financière, SFR-Cegetel figure parmi les 40 premiers groupes français[réf. nécessaire]. Le groupe rassemble plus de 8 000 salariés et il est le seul opérateur téléphonique européen à conserver des marges positives lors de la crise de croissance du secteur des télécoms 2001-2003.  Son développement a fait l'objet de communications dans les universités françaises, allemandes et américaines. Un business Case est créée[Par qui ?]. Cette croissance a fait l'objet de recherche en doctorats de gestion[réf. nécessaire].
SFR-Cegetel intervient aussi dans la téléphonie mobile avec la marque SFR, et dans la téléphonie fixe dérégulée avec les marques Cegetel et le « 7 » (code exploitant attribué par l'ARCEP dans le cadre de l'ouverture du réseau téléphonique à la concurrence). Après la vente d'AOL, le groupe devient également devenu fournisseur d'accès à Internet sous la marque Cegetel et propose ainsi plusieurs forfaits d'accès à Internet par ADSL à partit de 2004 en proposant des tarifs parmi les plus bas d'Europe avec ceux de Neuf Telecom[réf. nécessaire].
Après la fusion de Cegetel avec sa filiale réseau Télécom Développement en 2003, SFR-Cegetel devient le premier opérateur privé de télécommunications fixes en France[réf. nécessaire]. Il est avec France Télécom et LDCom l'un des rares opérateurs à disposer de son propre réseau, les autres opérateurs alternatifs se contentant de louer des capacités aux trois opérateurs intégrés[réf. nécessaire]. 
Le groupe Cegetel a initialement comme actionnaires : la Compagnie générale des eaux (CGE) devenue Vivendi avec 44 %, Mannesmann (15 %), SBC (15 %), British Telecom (26 %) ; Vodafone est présent directement au capital de SFR avec 20 %, Cegetel contrôlant 80 % du capital de sa filiale. En 2003, après avoir racheté la part de BT et fusionné Cegetel Groupe avec SFR, Vivendi prend 55,8 % du capital de SFR, Vodafone gardant 43,9 % après l'intégration de Mannesmann et le rachat de la part de SBC[réf. nécessaire]. 
Le premier Président du groupe SFR-Cegetel est Jean-Marie Messier, qui laisse sa place à Philippe Germond alors directeur général. Philippe Germond devient par ailleurs Président de Vivendi Telecom International, qui regroupe les participations de Vivendi dans différents opérateurs, de Vivendi Universal Net et DG de Vivendi Communication. Le dernier président du Groupe SFR-Cegetel est Frank Esser.
En 2005, SFR rachète la part de la SNCF dans Cegetel. Le 11 mai 2005, a lieu une scission du groupe SFR-Cegetel, entre les activités mobiles SFR et les activités fixes et internet Cegetel, suivie de la reprise de Cegetel par Neuf Telecom. Le nouvel ensemble créé s'appelle Neuf Cegetel. 
En échange de la scission de Cegetel, SFR récupère 28 % du capital de Neuf Cegetel, puis monte à 40,48 % après divers rachats de parts minoritaires. LDCom, filiale du groupe Louis-Dreyfus, propriétaire de Neuf Télécom avant la fusion, en possède 29,5 %.
La marque Cegetel n'est pas valorisée au sein du groupe Neuf Cegetel, qui lui préfère Neuf. Elle disparaît le 31 octobre 2006, après une période pendant laquelle les abonnés Cegetel sont incités financièrement à passer sous l'offre Neuf (prime de 25 euros). Le nom Cegetel s'éteint définitivement en 30 septembre 2008, en même temps que Neuf Cegetel, au profit de SFR, qui s'est porté acquéreur de celui-ci afin de former un opérateur de télécommunication global présent dans le fixe et le mobile. 

## Slogan
- 1998 - 2000 : « Le 7, c'est tout simplement moins cher. »[8]
- 2000 - 2001 : « Cegetel le monde s'ouvre. Et si vous en profitiez ? »
- 2001 - 2008 : « Si on y réfléchit c'est Cegetel qu'on choisit »

## Identité visuelle

Logo de 1996 à 2001
Logo de 2001 à 2005
Logo de 2005 à 2008